# 趙燿
趙燿（1539年—1609年），字文明，號見田，山東萊州府掖縣人，軍籍，明朝政治人物。

## 生平
隆庆元年（1567年）丁卯科山東鄉試第二十五名舉人。隆慶五年（1571年）中式辛未科會試第一百二十一名，三甲第二百零四名進士。考选庶吉士，送翰林院读书。萬曆元年（1573年）五月授江西道監察御史，八月巡视坝大等马牛房仓，九月巡禁陕西洮河西宁茶马，三年四月告病，令回籍听勘。五年五月復除原职，次月巡按江西，七年五月差巡按陕西，中途告病归乡。七年十二月被调外任，謫卫辉府推官，遷兵部主事，升郎中，升提学佥事，十四年累官浙江按察司副使，十五年六月调任河南提学副使，十七年正月升山西布政司左参政，兵备阳和，十九年十二月升本省按察使，二十年九月升都察院右佥都御史、巡抚辽东赞理军务，为兵部尚書石星所忌，二十一年九月以养親乞休歸乡。
萬曆三十六年（1608年）八月起复，以原官巡抚保定兼理海防军务，三十七年四月卒于官，三十八年六年贈右副都御史。

## 家族
曾祖趙秀；祖父趙惠，義官；父趙孟（1507年-1603年），字晋臣，號西垣，洧川教谕、王府教授，累封南京吏部尚書。母孫氏；前母張氏。具庆下。弟趙宦（監察御史）、趙燦（萬曆癸酉舉人）。与弟赵焕、赵灿并称“东莱三凤”。子趙胤昌，萬曆丙辰進士。